# Zárate
Zárate – miasto we wschodniej Argentynie, nad prawą ujściową odnogą Parany, w prowincji Buenos Aires. Około 101,6 tys. mieszkańców.